# Rejmond Gosling
Rejmond Gosling (engl. Raymond Gosling; 15. jul 1926 — 18. maj 2015) bio je istaknuti naučnik koji je radio sa Morisom Vilkinsom i Rozalind Franklin na Kings koledžu na određivanju strukture DNK, pod nadzorom Džona Randala. Neki od njegovi drugih KCL saradnika su Aleks Stoks i Herbert Vilson.
Rejmond Gosling je rođen 1926. i išao u školu u Vembliju. On je studirao fiziku na Univerzitetskom koledžu u Londonu od 1944. do 1947. i postao bolnički fizičar između 1947. i 1949. Nakon toga je započeo sa radom na Kings koledžu u Londonu kao postdiplomski student.

## Spoljašnje veze
- Rejmond Gosling